# Rupert Grint

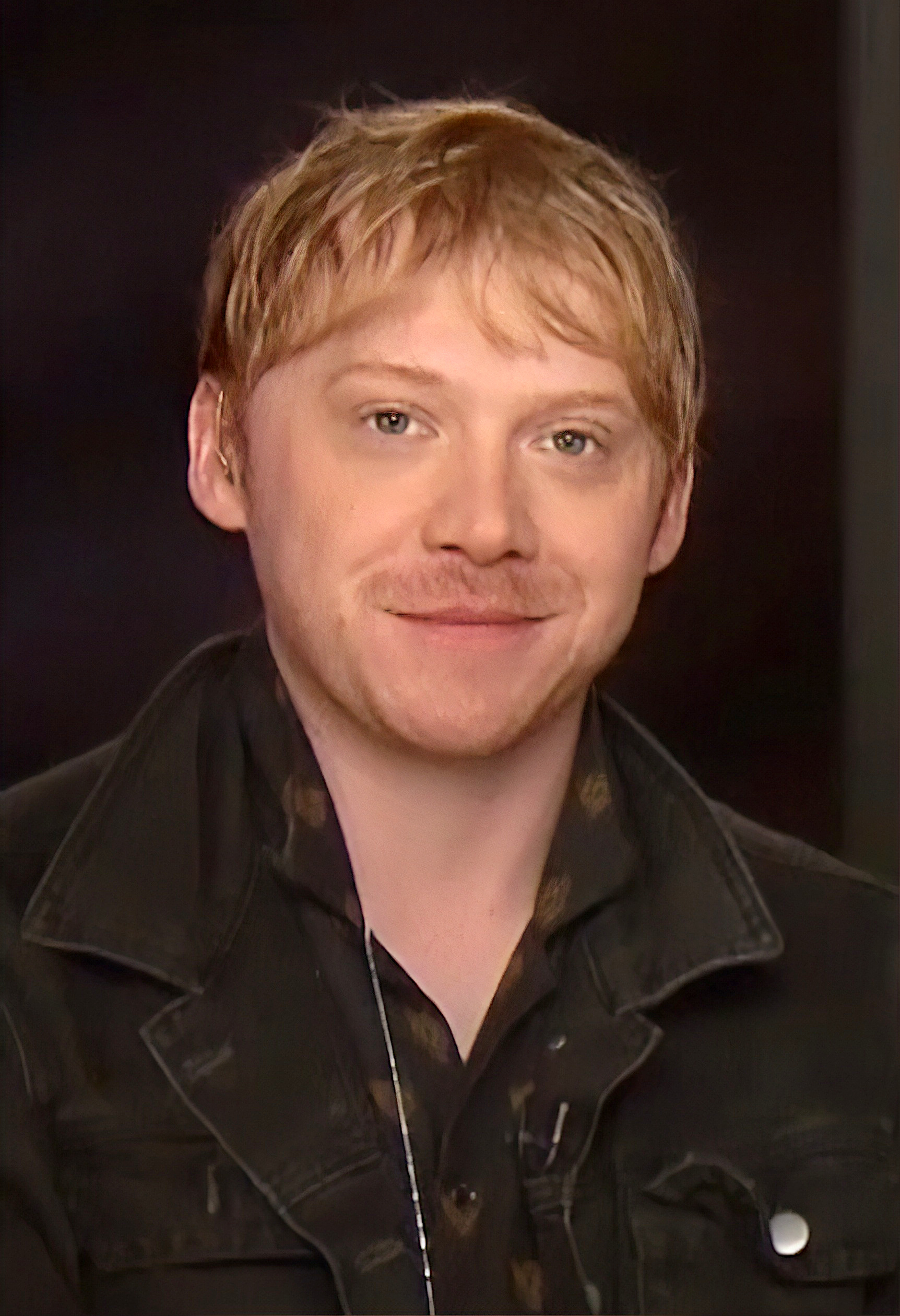
Rupert Grint (2018)

Rupert Alexander Lloyd Grint (* 24. August 1988 in Harlow) ist ein britischer Schauspieler. Er wurde durch die Rolle des Ron Weasley in den Verfilmungen der Harry-Potter-Romane bekannt.

## Leben
Rupert Grint wurde 1988 in der englischen Grafschaft Essex als Sohn der Hausfrau Jo  Parsons  und des Souvenirhändlers Nigel Grint geboren. Er hat vier jüngere Geschwister, einen professionell Rallycross-Rennen fahrenden Bruder und drei Schwestern. Bereits in jungen Jahren spielte er in der Schule und mit einer lokalen Amateurgruppe Theater. 2004 verließ er die Richard Hale School mit dem Abschluss General Certificate of Secondary Education, der einem Realschulabschluss entspricht. Georgia Groome ist seit 2011 seine Freundin. Im Mai 2020 wurden sie Eltern einer Tochter.

## Karriere
Als Fan der Harry-Potter-Romane bewarb sich Grint im Alter von elf Jahren ohne Filmerfahrung mit einem Video, in dem er einen selbstgeschriebenen Song rappt, für die Rolle des Ron Weasley in der Verfilmung des ersten Romans Harry Potter und der Stein der Weisen. Der große Erfolg dieses Films führte dazu, dass er wie seine beiden Schauspielkollegen Daniel Radcliffe und Emma Watson bekannt wurde. Grint selbst sagt über sich, dass er und seine Filmfigur sich in vielen Punkten ähneln – als Beispiele führt er die roten Haare, die Spinnenangst und seine große Familie an.
2002 war er in der britischen Komödie Thunderpants neben Simon Callow und Stephen Fry als übermütiger junger Professor Alan A. Allen zu sehen. Danach drehte er die Harry-Potter-Fortsetzungen Harry Potter und die Kammer des Schreckens (2002), Harry Potter und der Gefangene von Askaban (2004) und Harry Potter und der Feuerkelch (2005). Es folgte der Film Unterwegs mit Evie, bei dem er neben Julie Walters und Laura Linney vor der Kamera stand. 2007 war er in der fünften Harry-Potter-Verfilmung Harry Potter und der Orden des Phönix zu sehen.
2008 zählte Grint laut dem amerikanischen Forbes Magazine zu den am besten verdienenden Jungschauspielern in Hollywood. Zwischen Juni 2007 und Juni 2008 erhielt er Gagen in Höhe von 5 Mio. US-Dollar und rangierte auf Platz acht. 2009 hatte das Drama Cherrybomb, in dem er die Hauptrolle spielt, auf der Berlinale Premiere. 2012 spielte er den britischen Flieger Robert Smith in dem norwegischen Antikriegsfilm Into the White. In dem offiziellen Musikvideo Lego House von  Ed Sheeran verkörpert Grint einen stalkenden Fan.
Im Film CBGB (2013) über den gleichnamigen New Yorker Kultclub spielte Grint den US-amerikanischen Musiker Cheetah Chrome, Gitarrist in der Band Rocket from the Tombs und The Dead Boys. Ebenfalls 2013 spielte er in Lang lebe Charlie Countryman an der Seite von Shia LaBeouf, Evan Rachel Wood und Mads Mikkelsen. 2017 wurde er in die Academy of Motion Picture Arts and Sciences (AMPAS) aufgenommen, die jährlich die Oscars vergibt.
Mit M. Night Shyamalan arbeitete Grint wiederholt an der Fernsehserie Servant (ab 2019) und dem Thriller Knock at the Cabin (2023) zusammen.

## Filmografie (Auswahl)
- 2001: Harry Potter und der Stein der Weisen (Harry Potter and the Philosopher's Stone)
- 2002: Thunderpants
- 2002: Harry Potter und die Kammer des Schreckens (Harry Potter and the Chamber of Secrets)
- 2004: Harry Potter und der Gefangene von Askaban (Harry Potter and Prisoner of Azkaban)
- 2005: Harry Potter und der Feuerkelch (Harry Potter and the Goblet of Fire)
- 2006: Driving Lessons – Mit Vollgas ins Leben (auch Unterwegs mit Evie, Driving Lessons)
- 2007: Harry Potter und der Orden des Phönix (Harry Potter and the Order of the Phoenix)
- 2009: Harry Potter und der Halbblutprinz (Harry Potter and the Half-Blood Prince)
- 2009: Cherrybomb
- 2010: Wild Target – Sein schärfstes Ziel (Wild Target)
- 2010: Harry Potter und die Heiligtümer des Todes: Teil 1 (Harry Potter and the Deathly Hallows: Part I)
- 2011: Harry Potter und die Heiligtümer des Todes: Teil 2 (Harry Potter and the Deathly Hallows: Part II)
- 2011: Come Fly with Me (Fernsehshow)
- 2012: Into the White
- 2012: American Dad (Fernsehserie, 1 Episode)
- 2013: Lang lebe Charlie Countryman (The Necessary Death of Charlie Countryman)
- 2013: CBGB
- 2013: Super Clyde (Fernsehfilm)
- 2013: Postman Pat: The Movie – You Know You’re the One (Stimme)
- 2015: Moonwalkers
- 2017–2018: Snatch (Fernsehserie, 20 Folgen)
- 2017–2018: Sick Note (Fernsehserie, 14 Folgen)
- 2018: Die Morde des Herrn ABC (Miniserie, The ABC Murders)
- 2019–2023: Servant  (Fernsehserie, 40 Folgen)
- 2022: Harry Potter 20th Anniversary: Return to Hogwarts (Fernsehspecial)
- 2022: Guillermo del Toro’s Cabinet of Curiosities (Fernsehserie, Folge 1x06)
- 2023: Knock at the Cabin

## Musik und Musikvideos
- 2011: Lego House von Ed Sheeran
- 2012: Over the Rainbow aus Into the White (Soundtrackversion)
- 2014: Struck by Lighting aus Postman Pat (Filmsoundtrack)
- 2025: A Little More von Ed Sheeran

## Auszeichnungen und Nominierungen

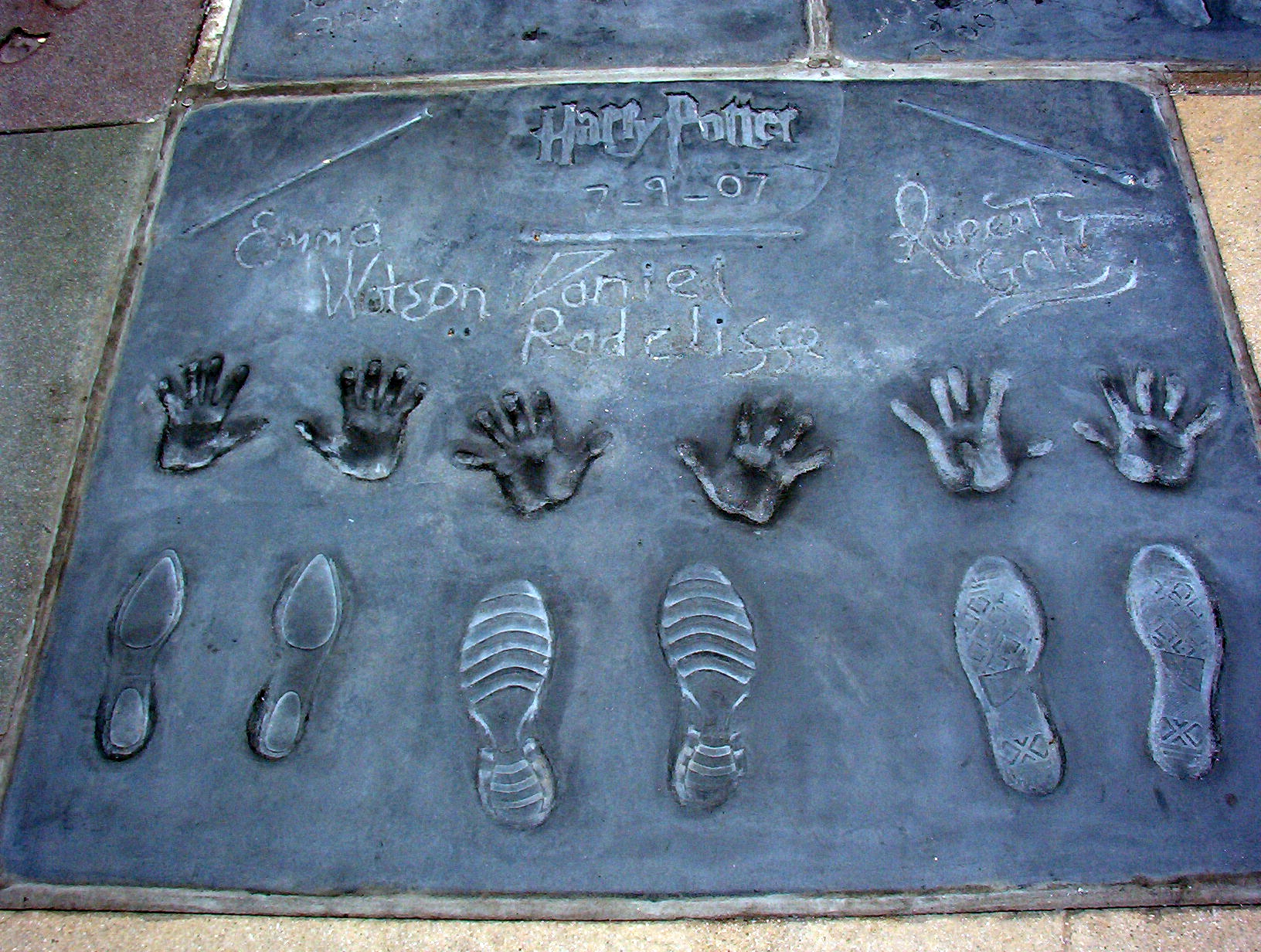
Abdrücke der Hände, Schuhe und Zauberstäbe von Emma Watson, Daniel Radcliffe und Rupert Grint vor dem Grauman’s Chinese Theatre

- 2002: Empire Award als Bestes Debüt (nominiert)
- 2002: Young Artist Award als meistversprechender Newcomer (gewonnen)
- 2002: Special Achievement Golden Satellite Award als außergewöhnliches junges Talent (gewonnen)
- 2007: National Movie Award als Beste Männliche Darstellung (nominiert)
- 2009: Scream Award für Bester Nebendarsteller (nominiert)
- 2010: BBC1 Radio Teen Awards für Bester Britischer Schauspieler (nominiert)
- 2010: People’s Choice Award für Bestes On Screen Team (nominiert)
- 2010: Bravo Otto als Film Star (gewonnen)
- 2011: National Movie Awards als beste Performance (nominiert)
- 2011: MTV Movie Awards für Bester Kampf mit Daniel Radcliffe und Emma Watson (nominiert)
- 2011: BBC1 Radio Teen Awards für Bester Britischer Schauspieler (gewonnen)
- 2011: Scream Award für bester Nebendarsteller (nominiert)
- 2011: San Diego Film Critics Society Awards für bestes Filmensemble (gewonnen)[11]
- 2012: People’s Choice Award für Lieblings FilmStar unter 25 (nominiert)
- 2012: People’s Choice Award für Bestes Filmensemble (gewonnen)
- 2012: MTV Movie Awards für Bester Kuss mit Emma Watson (nominiert)
- 2012: MTV Movie Awards für Beste Besetzung mit Emma Watson, Daniel Radcliffe und Tom Felton (gewonnen)
- 2014: Whatsonstage Awards für Bester Newcomer aus London (gewonnen)[12]
- 2018: National Film Awards für Bester Darsteller (nominiert)[13]
- 2018: IARA Awards für Bester junger Darsteller (nominiert)[14]
- 2021: Hollywood Critics Association Awards für Bester Nebendarsteller in einer streaming Serie, Drama (gewonnen)[15]
- 2022: Critics’ Choice Super Award für Bester Darsteller in einer Horrorserie (nominiert)[16]

Im Juli 2007 verewigten sich Rupert Grint, Emma Watson und Daniel Radcliffe gemeinsam mit Abdrücken ihrer Hände, Schuhe und Zauberstäbe vor dem Grauman’s Chinese Theatre in Los Angeles.